# Plaissan
Plaissan [ple.sɑ̃] (en occitan [plaj.'sa]) est une commune française située dans le centre du département de l'Hérault, en région Occitanie.
Exposée à un climat méditerranéen, elle est drainée par le Dardaillon, le ruisseau de Rouvièges et par deux autres cours d'eau. La commune possède un patrimoine naturel remarquable composé d'une zone naturelle d'intérêt écologique, faunistique et floristique.
Plaissan est une commune rurale qui compte 1 610 habitants en 2022, après avoir connu une forte hausse de la population depuis 1975. Elle fait partie de l'aire d'attraction de Montpellier. Ses habitants sont appelés les Plaissanais et Plaissanaises.

## Géographie

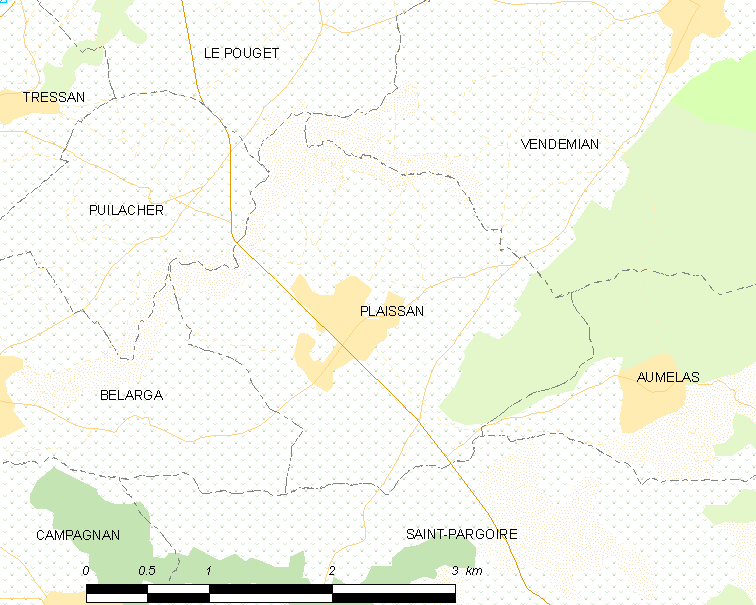
Carte

Entre mer et Cévennes, le village est entouré de vignes et de garrigues.
Montpellier est à 35 km (Est), alors que Béziers est à 40 km (Ouest). La mer se trouve à 30 km en direction du Sud.

### Communes limitrophes
| Puilacher | Le Pouget      |           |
| Bélarga   | Plaissan       | Vendémian |
|           | Saint-Pargoire | Aumelas   |

### Climat
Pour des articles plus généraux, voir Climat de l'Occitanie et Climat de l'Hérault.
En 2010, le climat de la commune est de type climat méditerranéen franc, selon une étude s'appuyant sur une série de données couvrant la période 1971-2000. En 2020, Météo-France publie une typologie des climats de la France métropolitaine dans laquelle la commune est exposée à un climat méditerranéen et est dans la région climatique  Provence, Languedoc-Roussillon, caractérisée par une pluviométrie faible en été, un très bon ensoleillement (2 600 h/an), un été chaud (21,5 °C), un air très sec en été, sec en toutes saisons, des vents forts (fréquence de 40 à 50 % de vents > 5 m/s) et peu de brouillards.
Pour la période 1971-2000, la température annuelle moyenne est de 14,5 °C, avec une amplitude thermique annuelle de 16,3 °C. Le cumul annuel moyen de précipitations est de 721 mm, avec 6,1 jours de précipitations en janvier et 2,6 jours en juillet. Pour la période 1991-2020, la température moyenne annuelle observée sur la station météorologique la plus proche, située sur la commune de Saint-André-de-Sangonis à 10 km à vol d'oiseau, est de 15,5 °C et le cumul annuel moyen de précipitations est de 652,4 mm,. Pour l'avenir, les paramètres climatiques de la commune estimés pour 2050 selon différents scénarios d'émission de gaz à effet de serre sont consultables sur un site dédié publié par Météo-France en novembre 2022.

### Milieux naturels et biodiversité

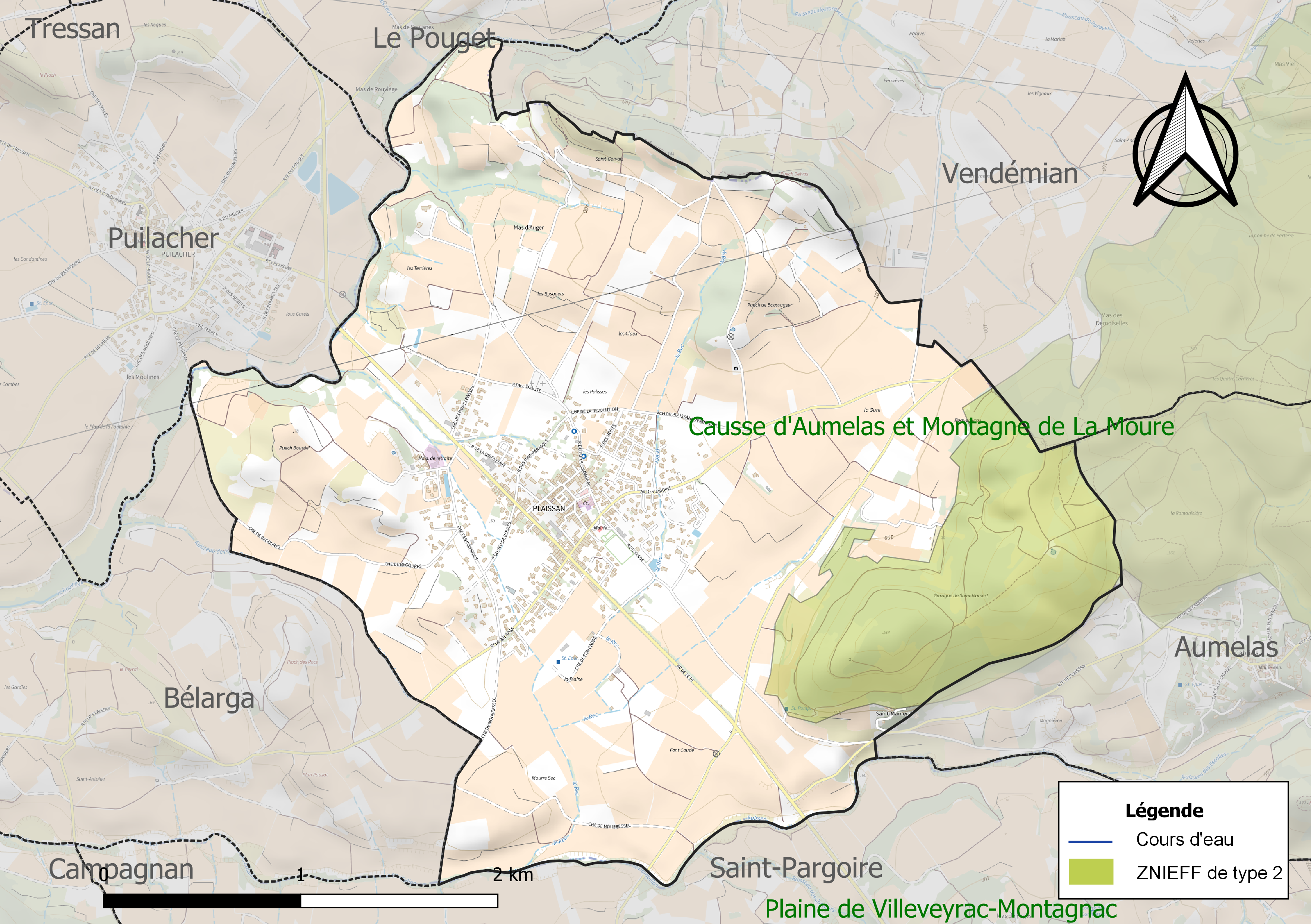
Carte de la ZNIEFF de type 2 localisée sur la commune.

L’inventaire des zones naturelles d'intérêt écologique, faunistique et floristique (ZNIEFF) a pour objectif de réaliser une couverture des zones les plus intéressantes sur le plan écologique, essentiellement dans la perspective d’améliorer la connaissance du patrimoine naturel national et de fournir aux différents décideurs un outil d’aide à la prise en compte de l’environnement dans l’aménagement du territoire.
Une ZNIEFF de type 2 est recensée sur la commune :
le « causse d'Aumelas et montagne de la Moure » (16 237 ha), couvrant 16 communes du département.

## Urbanisme

### Typologie
Au 1er janvier 2024, Plaissan est catégorisée bourg rural, selon la nouvelle grille communale de densité à sept niveaux définie par l'Insee en 2022.
Elle est située hors unité urbaine. Par ailleurs la commune fait partie de l'aire d'attraction de Montpellier, dont elle est une commune de la couronne,. Cette aire, qui regroupe 161 communes, est catégorisée dans les aires de 700 000 habitants ou plus (hors Paris),.

### Occupation des sols
L'occupation des sols de la commune, telle qu'elle ressort de la base de données européenne d’occupation biophysique des sols Corine Land Cover (CLC), est marquée par l'importance des territoires agricoles (74,9 % en 2018), en diminution par rapport à 1990 (79,6 %). La répartition détaillée en 2018 est la suivante : 
cultures permanentes (58,1 %), zones agricoles hétérogènes (16,8 %), milieux à végétation arbustive et/ou herbacée (14,1 %), zones urbanisées (11,1 %). L'évolution de l’occupation des sols de la commune et de ses infrastructures peut être observée sur les différentes représentations cartographiques du territoire : la carte de Cassini (XVIIIe siècle), la carte d'état-major (1820-1866) et les cartes ou photos aériennes de l'IGN pour la période actuelle (1950 à aujourd'hui).

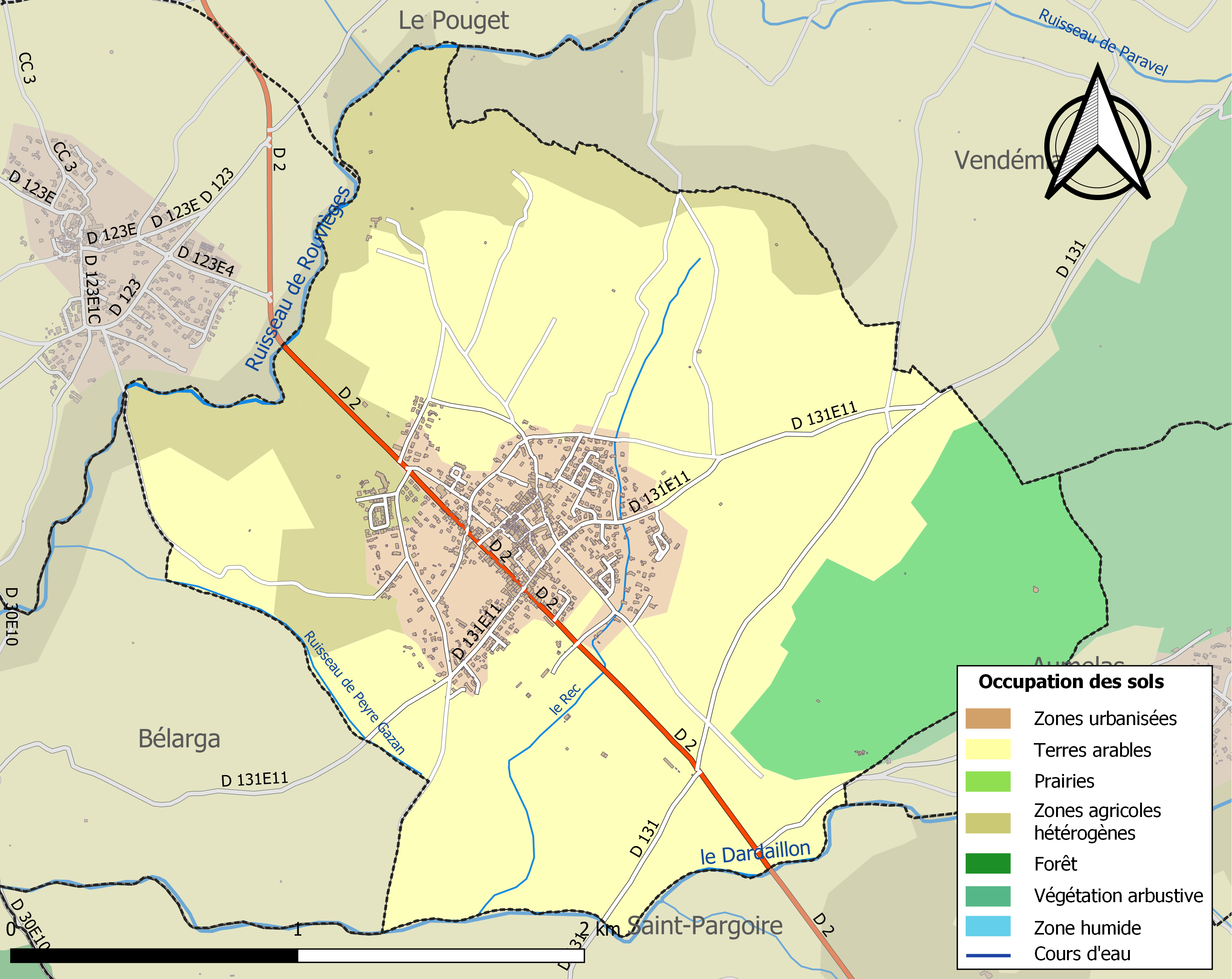
Carte des infrastructures et de l'occupation des sols de la commune en 2018 (CLC).

### Risques majeurs
Le territoire de la commune de Plaissan est vulnérable à différents aléas naturels : météorologiques (tempête, orage, neige, grand froid, canicule ou sécheresse), feux de forêts et séisme (sismicité faible). Il est également exposé à un risque technologique,  le transport de matières dangereuses. Un site publié par le BRGM permet d'évaluer simplement et rapidement les risques d'un bien localisé soit par son adresse soit par le numéro de sa parcelle.

#### Risques naturels
Plaissan est exposée au risque de feu de forêt. Un plan départemental de protection des forêts contre les incendies (PDPFCI) a été approuvé en juin 2013 et court jusqu'en 2022, où il doit être renouvelé. Les mesures individuelles de prévention contre les incendies sont précisées par deux arrêtés préfectoraux et s’appliquent dans les zones exposées aux incendies de forêt et à moins de 200 mètres de celles-ci. L’arrêté du 25 avril 2002 réglemente l'emploi du feu en interdisant notamment d’apporter du feu, de fumer et de jeter des mégots de cigarette dans les espaces sensibles et sur les voies qui les traversent sous peine de sanctions. L'arrêté du 11 mars 2013 rend le débroussaillement obligatoire, incombant au propriétaire ou ayant droit,.

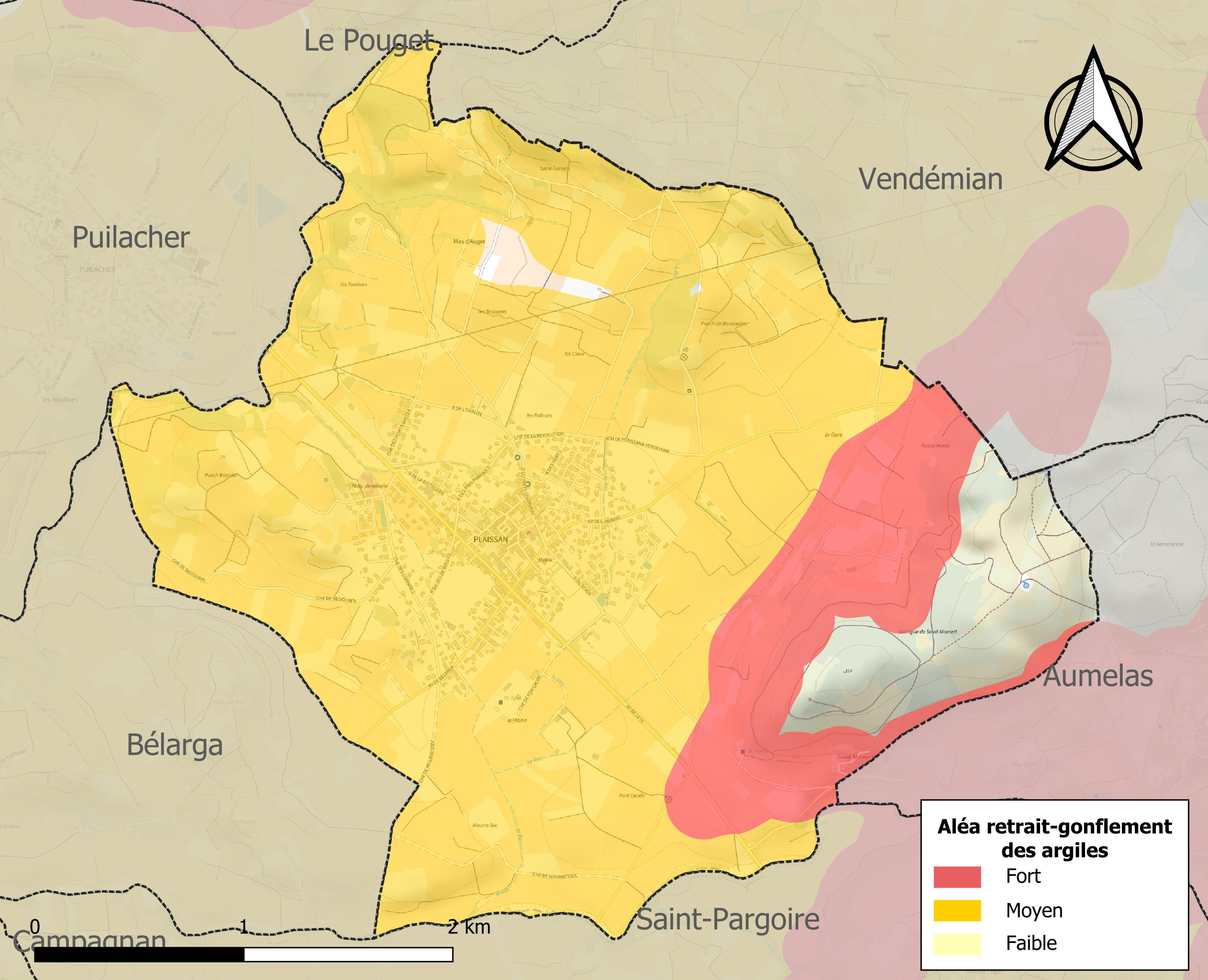
Carte des zones d'aléa retrait-gonflement des sols argileux de Plaissan.

Le retrait-gonflement des sols argileux est susceptible d'engendrer des dommages importants aux bâtiments en cas d’alternance de périodes de sécheresse et de pluie. 91,1 % de la superficie communale est en aléa moyen ou fort (59,3 % au niveau départemental et 48,5 % au niveau national). Sur les 507 bâtiments dénombrés sur la commune en 2019, 507 sont en aléa moyen ou fort, soit 100 %, à comparer aux 85 % au niveau départemental et 54 % au niveau national. Une cartographie de l'exposition du territoire national au retrait gonflement des sols argileux est disponible sur le site du BRGM,.
Par ailleurs, afin de mieux appréhender le risque d’affaissement de terrain, l'inventaire national des cavités souterraines permet de localiser celles situées sur la commune.
La commune a été reconnue en état de catastrophe naturelle au titre des dommages causés par les inondations et coulées de boue survenues en 1982, 2002, 2014 et 2019. 

#### Risques technologiques
Le risque de transport de matières dangereuses sur la commune est lié à sa traversée par des infrastructures routières ou ferroviaires importantes ou la présence d'une canalisation de transport d'hydrocarbures. Un accident se produisant sur de telles infrastructures est susceptible d’avoir des effets graves sur les biens, les personnes ou l'environnement, selon la nature du matériau transporté. Des dispositions d’urbanisme peuvent être préconisées en conséquence.

## Toponymie
La commune a été connue sous les variantes : villa Plaxina (829), de Plaisano (1187), parochia S. Petri de Plaissano (XIIe siècle), Playssano (1323), Pleissan (1571), Plaissan (1770).
Le nom de la ville provient d'un domaine gallo-romain, gentilice latin Placius + suffixe -anum.

## Histoire

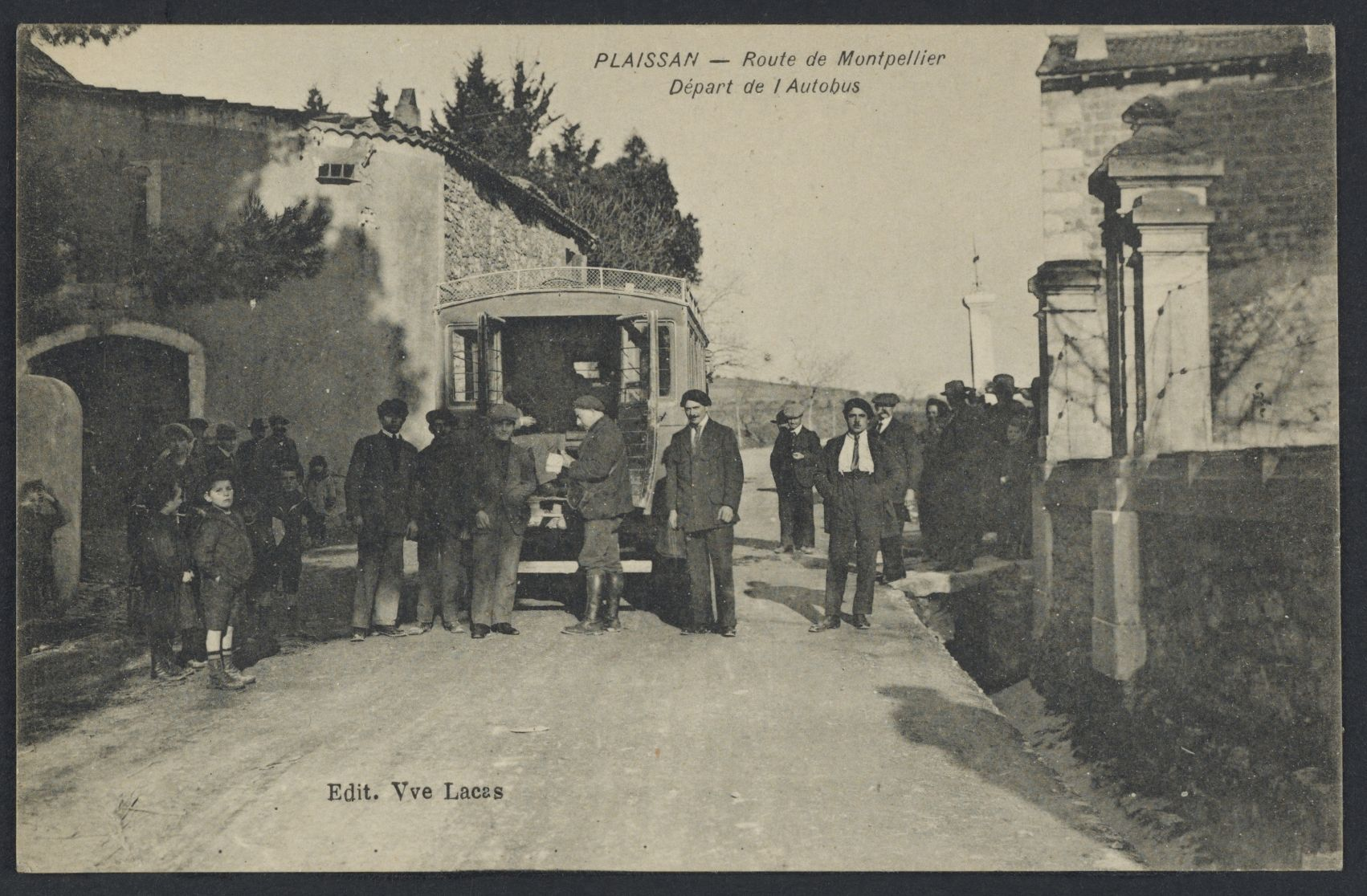
Route de Montpellier : carte postale (1922)

## Politique et administration

### Tendances politiques et résultats
| Scrutin             | Scrutin             | 1er tour | 1er tour | 1er tour | 1er tour | 1er tour    | 1er tour | 1er tour | 1er tour   | 1er tour | 1er tour | 1er tour   | 1er tour | 2d tour | 2d tour | 2d tour | 2d tour | 2d tour | 2d tour |
| Scrutin             | Scrutin             | 1er      | 1er      | %        | 2e       | 2e          | %        | 3e       | 3e         | %        | 4e       | 4e         | %        | 1er     | 1er     | %       | 2e      | 2e      | %       |
| ------------------- | ------------------- | -------- | -------- | -------- | -------- | ----------- | -------- | -------- | ---------- | -------- | -------- | ---------- | -------- | ------- | ------- | ------- | ------- | ------- | ------- |
| Présidentielle 2017 | Présidentielle 2017 |          | FN       | 29,80    |          | LFI         | 21,51    |          | EM         | 18,13    |          | LR         | 15,36    |         | FN      | 51,77   |         | EM      | 48,23   |
| Présidentielle 2022 | Présidentielle 2022 |          | RN       | 34,92    |          | LREM        | 18,53    |          | LFI        | 18,31    |          | REC        | 9,15     |         | RN      | 60,28   |         | LREM    | 39,72   |
| Législatives 2022   | 4e                  |          | RN       | 31,38    |          | LFI (NUPES) | 19,23    |          | LREM (ENS) | 17,81    |          | PS (diss.) | 15,59    |         | RN      | 57,24   |         | LFI     | 42,76   |
| Législatives 2024   | 4e                  |          | RN       | 56,17    |          | LFI (NFP)   | 24,43    |          | HOR (ENS)  | 16,12    |          | LO         | 1,76     |         | RN      | 62,14   |         | LFI     | 37,86   |

### Liste des maires
| Période   | Période   | Identité           | Étiquette | Qualité                                                                                                |
| --------- | --------- | ------------------ | --------- | --- |
| 1947      | 1953      | Achille Vialet     |           | |
| 1953      | 1977      | André Roqueblave   |           | |
| 1977      | 1995      | Alain Roqueblave   |           | Avocat à la cour                                                                                       |
| 1995      | mars 2001 | Roger Poujol       |           | |
| mars 2001 | mars 2014 | Gabriel Mateu      | DVG       | |
| mars 2014 | En cours  | Béatrice Fernando, | DVG       | Vice-présidente du conseil régional de mars 2010 à août 2016 (démission à la suite de sa condamnation) |

## Démographie
L'évolution du nombre d'habitants est connue à travers les recensements de la population effectués dans la commune depuis 1793. Pour les communes de moins de 10 000 habitants, une enquête de recensement portant sur toute la population est réalisée tous les cinq ans, les populations de référence des années intermédiaires étant quant à elles estimées par interpolation ou extrapolation. Pour la commune, le premier recensement exhaustif entrant dans le cadre du nouveau dispositif a été réalisé en 2004.

En 2022, la commune comptait 1 610 habitants, en évolution de +45,44 % par rapport à 2016 (Hérault : +7,49 %, France hors Mayotte : +2,11 %).
| 1793 | 1800 | 1806 | 1821 | 1831 | 1836 | 1841 | 1846 | 1851 |
| ---- | ---- | ---- | ---- | ---- | ---- | ---- | ---- | ---- |
| 189  | 224  | 255  | 298  | 311  | 347  | 367  | 362  | 364  |

| 1856 | 1861 | 1866 | 1872 | 1876 | 1881 | 1886 | 1891 | 1896 |
| ---- | ---- | ---- | ---- | ---- | ---- | ---- | ---- | ---- |
| 368  | 380  | 430  | 436  | 449  | 402  | 370  | 464  | 551  |

| 1901 | 1906 | 1911 | 1921 | 1926 | 1931 | 1936 | 1946 | 1954 |
| ---- | ---- | ---- | ---- | ---- | ---- | ---- | ---- | ---- |
| 610  | 630  | 695  | 630  | 647  | 703  | 671  | 639  | 618  |

| 1962 | 1968 | 1975 | 1982 | 1990 | 1999 | 2004 | 2006 | 2009 |
| ---- | ---- | ---- | ---- | ---- | ---- | ---- | ---- | ---- |
| 692  | 641  | 543  | 597  | 616  | 642  | 832  | 876  | 897  |

| 2014  | 2019  | 2022  | - | - | - | - | - | - |
| ----- | ----- | ----- | - | - | - | - | - | - |
| 1 077 | 1 373 | 1 610 | - | - | - | - | - | - |

## Économie

### Revenus
En 2018, la commune compte 540 ménages fiscaux, regroupant 1 349 personnes. La médiane du revenu disponible par unité de consommation est de 19 660 € (20 330 € dans le département).

### Emploi
|                | 2008   | 2013   | 2018   |
| -------------- | ------ | ------ | ------ |
| Commune        | 7,6 %  | 11,2 % | 12,2 % |
| Département    | 10,1 % | 11,9 % | 12 %   |
| France entière | 8,3 %  | 10 %   | 10 %   |

En 2018, la population âgée de 15 à 64 ans s'élève à 752 personnes, parmi lesquelles on compte 81,4 % d'actifs (69,2 % ayant un emploi et 12,2 % de chômeurs) et 18,6 % d'inactifs,. En  2018, le taux de chômage communal (au sens du recensement) des 15-64 ans est supérieur à celui du département et de la France, alors qu'en 2008 la situation était inverse.
La commune fait partie de la couronne de l'aire d'attraction de Montpellier, du fait qu'au moins 15 % des actifs travaillent dans le pôle,. Elle compte 160 emplois en 2018, contre 157 en 2013 et 131 en 2008. Le nombre d'actifs ayant un emploi résidant dans la commune est de 528, soit un indicateur de concentration d'emploi de 30,4 % et un taux d'activité parmi les 15 ans ou plus de 62,5 %.
Sur ces 528 actifs de 15 ans ou plus ayant un emploi, 83 travaillent dans la commune, soit 16 % des habitants. Pour se rendre au travail, 91,3 % des habitants utilisent un véhicule personnel ou de fonction à quatre roues, 0,9 % les transports en commun, 2,9 % s'y rendent en deux-roues, à vélo ou à pied et 5 % n'ont pas besoin de transport (travail au domicile).

### Activités hors agriculture

#### Secteurs d'activités
83 établissements sont implantés  à Plaissan au 31 décembre 2019. Le tableau ci-dessous en détaille le nombre par secteur d'activité et compare les ratios avec ceux du département,.
| Secteur d'activité                                                                                        | Commune | Commune | Département |
| Secteur d'activité                                                                                        | Nombre  | %       | %           |
| --- | ------- | ------- | ----------- |
| Ensemble                                                                                                  | 83      | 100 %   | (100 %)     |
| Industrie manufacturière, industries extractives et autres                                                | 7       | 8,4 %   | (6,7 %)     |
| Construction                                                                                              | 19      | 22,9 %  | (14,1 %)    |
| Commerce de gros et de détail, transports, hébergement et restauration                                    | 21      | 25,3 %  | (28 %)      |
| Information et communication                                                                              | 2       | 2,4 %   | (3,3 %)     |
| Activités financières et d'assurance                                                                      | 4       | 4,8 %   | (3,2 %)     |
| Activités immobilières                                                                                    | 5       | 6 %     | (5,3 %)     |
| Activités spécialisées, scientifiques et techniques et activités de services administratifs et de soutien | 13      | 15,7 %  | (17,1 %)    |
| Administration publique, enseignement, santé humaine et action sociale                                    | 7       | 8,4 %   | (14,2 %)    |
| Autres activités de services                                                                              | 5       | 6 %     | (8,1 %)     |

Le secteur du commerce de gros et de détail, des transports, de l'hébergement et de la restauration est prépondérant sur la commune puisqu'il représente 25,3 % du nombre total d'établissements de la commune (21 sur les 83 entreprises implantées  à Plaissan), contre 28 % au niveau départemental.

#### Entreprises et commerces
Les deux entreprises ayant leur siège social sur le territoire communal qui génèrent le plus de chiffre d'affaires en 2020 sont : 
- SAS Le Clos Des Oliviers, hébergement médicalisé pour personnes âgées (1 645 k€)
- Transports Boiron Messagerie Express, transports routiers de fret de proximité (495 k€)

### Agriculture
La commune est dans la « Plaine viticole », une petite région agricole occupant la bande côtière du département de l'Hérault. En 2020, l'orientation technico-économique de l'agriculture  sur la commune est la viticulture.
|               | 1988 | 2000 | 2010 | 2020 |
| ------------- | ---- | ---- | ---- | ---- |
| Exploitations | 78   | 69   | 46   | 44   |
| SAU (ha)      | 639  | 555  | 525  | 336  |

Le nombre d'exploitations agricoles en activité et ayant leur siège dans la commune est passé de 78 lors du recensement agricole de 1988  à 69 en 2000 puis à 46 en 2010 et enfin à 44 en 2020, soit une baisse de 44 % en 32 ans. Le même mouvement est observé à l'échelle du département qui a perdu pendant cette période 67 % de ses exploitations,. La surface agricole utilisée sur la commune a également diminué, passant de 639 ha en 1988 à 336 ha en 2020. Parallèlement la surface agricole utilisée moyenne reste stable à 8 ha.

## Culture locale et patrimoine

### Lieux et monuments
- Ancienne Église Saints-Pierre-et-Paul de Plaissan. L'édifice est référencé dans la base Mérimée et à l'Inventaire général Région Occitanie[33].
- Église Saints-Pierre-et-Paul de Plaissan. L'édifice est référencé dans la base Mérimée et à l'Inventaire général Région Occitanie[34].
- Chapelle de Saint-Mamert ;
- Tombeau wisigoth dit "tombeau romain" ;
- Le Portalet ;
- Source d'eau Chaude dite "Fontcaude".

### Héraldique
|  | Les armoiries de Plaissan se blasonnent ainsi : De vair, au sautoir d'argent et d'azur. |

### Personnalités liées à la commune
- Margouires, l'architecte de l'église néo-romane.
- En 1349, Arnaud II de Roquefeuil comtor de Nant, devient baron du Pouget et suzerain de Plaissan (à la suite d'un épisode tragique au cours duquel Jacques II de Majorque avait tué le page et fils puiné d'Arnaud de Roquefeuil).
- Hugues III d'Arpajon

Vicomte de Lautrec, seigneur de Plaissan en 1382 (ses descendants seront seigneurs de Plaissan durant 100 ans).
- Hugues de Lasset

achète et devient seigneur de Plaissan en 1483.
- François de Mirman

Baron de Florac, seigneur de Plaissan et de Lavagnac.
- Jean François de Mirman (1661-1701)

dit « LE COMTE DE PLAISSAN » seigneur de Plaissan. Sous sa seigneurie fut assassiné à Plaissan le 29 juin 1684, jour de la « feste » de Plaissan, le nommé Goudard qui était chasseur dudit comte.
- Jean Baptiste de Polastron

Comte de Polastron, seigneur de Lavagnac, colonel du régiment de la Couronne, gouverneur du roi, vicomte de Plaissan en 1765.
- Louis Francois de Bourbon prince de Conti.

Vicomte de Plaissan, il a acheté les biens de Plaissan à Jean Baptiste de Polastron moyennant la somme de 6 000 livres (et autres biens pour la somme de 350 000 livres : Montagnac, Lavagnac, Saint-Pargoire, Roquemengarde...).
- Francois Payrolles

Viguier et juge du comté de Plaissan de 1694 à 1703.